# باشگاه فوتبال ووکینگ
باشگاه فوتبال ووکینگ (به انگلیسی: Woking Football Club) یک باشگاه فوتبال در شهر ووکینگ، کشور انگلستان است که در سال ۱۸۸۹ میلادی تأسیس شده‌است.